# Индианаполис Мотор Спидвей
«Индиана́полис Мо́тор Спи́двей» (англ. Indianapolis Motor Speedway, IMS) — автодром, находящийся в городе Спидуэй (анклав, со всех сторон окружённый Индианаполисом, столицей штата Индиана, США). Это второй по возрасту из действующих автодромов в мире (после Милуокской мили), действует с 1909 года.
На трассе ежегодно с 1911 года проводится гонка 500 миль Индианаполиса, в разные годы входившая в зачёт различных чемпионатов, в том числе AAA, USAC, IRL IndyCar, Champ Car и Формула-1. Шоссейная версия трассы в Индианаполисе с 2000 по 2007 год принимала Гран-при США Формулы-1. С 2008 года на автодроме проходит этап чемпионата мира по шоссейно-кольцевым мотогонкам.
Автодром относится к овальным трекам, хотя внутри овала, как и у многих других подобных трасс, проходит фрагмент трассы шоссейного типа, в данном случае предназначенный для гонок Формулы-1. Трибуны автодрома вмещают 257 000 зрителей, но вместе с местами внутри автодрома (в инфилде) до 400 000.
Автодром упоминается в прессе под названиями Indy («Инди»), The Brickyard («Кирпичный двор», «Кирпичница», в России часто «Старая кирпичница»), The Mecca of Motorsport («Мекка автоспорта»).

## История
Автодром был введён в действие в 1909 году, и первоначально имел грунтовое покрытие, однако во время первой гонки происходили массовые аварии со смертельным исходом, и было решено сменить покрытие на кирпичное, для чего было уложено 1,4 млн кирпичей, давших название треку «Кирпичница» (Brickyard). Неровность покрытия продолжала приводить к авариям, в том числе по причине роста скоростей, и в 1936 году на некоторых участках кирпичи были заменены на гудронированное покрытие. Во время войны гонки не проводились (1942—1945) и трек постепенно ветшал. В 1944 году начали ходить слухи о его сносе и продаже земли для строительства, но автодром был выкуплен Тони Халменом, внук которого Тони Джордж владеет им до сих пор. В октябре 1961 года всё покрытие было заменено на асфальтовое, лишь в районе линии старт-финиш был оставлен ярд кирпичей, переиначив, таким образом, смысл названия трека.
В Гран-при США 2000 года стартовую решётку экстренно сдвинули на одну позицию назад: Михаэль Шумахер пожаловался на пробуксовку на ярде кирпичей.

## Происшествия
Считается самой смертоносной гоночной трассой мира. Только в период с 1931 по 1935 года на ней погибло 15 пилотов. За всю же историю, начиная с 1909 года, трасса привела к гибели, в общей сложности, порядка семидесяти авто и мотогонщиков, а также механиков, рабочих трека и зрителей. Открыли этот список Уилфред Бурк и Гарри Холкомб, разбившиеся 19 августа 1909 года. Спустя два дня в аварии разбились Ховард Джолиф, Джеймс Уэст и Клод Келлум. Последняя авария с летальным исходом произошла 29 августа 2010 года. В этой аварии погиб американец Питер Ленц.

## Соревнования
«Индианаполис Мотор Спидвей» принимает у себя важнейшие американские гонки — в последнее воскресенье мая традиционно с 1909 года проходит гонкa IRL IndyCar «500 миль Индианаполиса». С 1994 года в конце июля здесь проводится этап высшего дивизиона NASCAR — «Brickyard 400», второй по значимости гонки в году, после «Дайтоны 500». С 2000 по 2007 год на автодроме проводился Гран-при США Формулы-1. С 2008 года здесь проходит этап чемпионата мира по шоссейно-кольцевым мотогонкам — Мото Гран-при Индианаполиса.

## Конфигурации
Трасса использовалась в гонках Формулы-1 в двух конфигурациях — овал (1950-1960) и сочетание части овала с использованием бэнкинга (профилированного поворота англ. banking) с «инфилдом» (англ. infield (часть трассы, проложенной внутри овала). Причём гонщики Формулы 1 в 2000—2007 годах ездили по часовой стрелке, обратно движению по овалу. В 2008 году были проведены работы по перестройке трассы с целью возможности принятия этапа MotoGP — в обход первого поворота овала была построена шикана (1-4 повороты), а движение вновь стало идти против часовой стрелки.
| Версия | Длина (м) | Гран-при       | Рекорд круга в квалификации                 |
| Версия | Длина (м) | Гран-при       | Рекорд круга в гонке                        |
| ------ | --------- | -------------- | ------------------------------------------- |
| 1950   | 4 023     | 11 (1950-1960) | 4:05,58* (1960, Эдди Сакс, Ewing)           |
| 1950   | 4 023     | 11 (1950-1960) | 1:01,59 (1960, Джим Ратманн, Watson)        |
| 2000   | 4 192     | 8 (2000-2007)  | 1:10,223 (2004, Рубенс Баррикелло, Ferrari) |
| 2000   | 4 192     | 8 (2000-2007)  | 1:10,399 (2004, Рубенс Баррикелло, Ferrari) |

* Результат на 4 кругах

## Победители
Победители Indy 500 и Гран-при США на Индианаполис Мотор Спидвей

### Победители Гран-при США
| Год  | Пилот             | Команда          | Отчёт |
| ---- | ----------------- | ---------------- | ----- |
| 2007 | Льюис Хэмилтон    | McLaren-Mercedes | Отчёт |
| 2006 | Михаэль Шумахер   | Ferrari          | Отчёт |
| 2005 | Михаэль Шумахер   | Ferrari          | Отчёт |
| 2004 | Михаэль Шумахер   | Ferrari          | Отчёт |
| 2003 | Михаэль Шумахер   | Ferrari          | Отчёт |
| 2002 | Рубенс Баррикелло | Ferrari          | Отчёт |
| 2001 | Мика Хаккинен     | McLaren-Mercedes | Отчёт |
| 2000 | Михаэль Шумахер   | Ferrari          | Отчёт |